# Новитченко
Новитченко — поселок в Таловском районе Воронежской области.
Входит в состав Абрамовского сельского поселения.

## География
Одноимённая жд станция Новитченко.

### Улицы
- ул. Транспортная
- пер. Еланский
- пер. Заречный
- пер. Совхозный
- пер. Филин

## История
Посёлок возник в 1895—1896 годах вместе со строительством железнодорожной линии «Лиски—Поворино» между станциями Абрамовка и Ольха.

## Население
| 2010 |
| ---- |
| 106  |

### Известные люди
- Уроженцем поселка является Николай Пантелеевич Дунаев — Герой Советского Союза.[2]